# Kasztelania wendeńska
Kasztelania wendeńska – kasztelania mieszcząca się niegdyś w województwie wendeńskim, z siedzibą (kasztelem) w Wenden.

## Kasztelanowie wendeńscy
| Monarcha                                                             | Wojewoda                              | # | Kasztelan                                                      | Herb | Lata sprawowania urzedu                                           | Lata życia                |
| -------------------------------------------------------------------- | ------------------------------------- | - | -------------------------------------------------------------- | ---- | ----------------------------------------------------------------- | ------------------------- |
| Zygmunt II August/ Henryk III Walezy/ Stefan Batory                  | –                                     | 1 | Jodok von Fürstenberg Jobst, Jost, von Fürstenberg h. własnego |      | 1567/24 marca 1568 – 16 maja 1583                                 |                           |
| Zygmunt III Waza                                                     | Jerzy Farensbach/ Maciej Dembiński    | 2 | Jerzy von Schönking Georg, Jurgen, von Schönking               |      | 10 kwietnia 1599 – 10 listopada 1605                              | zm. 10 listopada 1605     |
| Zygmunt III Waza/ Władysław IV Waza                                  | Teodor Denhoff/ Joachim Tarnowski     | 3 | Gothard Jan Tyzenhauz Gothard Jan von Tiesenhausen             |      | 20 stycznia 1621/20 czerwca 1621/20 stycznia 1623 – 3 lutego 1634 | zm. 1641                  |
| Władysław IV Waza                                                    | Joachim Tarnowski/ Tomasz Sapieha     | 4 | Mikołaj Korff                                                  |      | 27 czerwca 1634/1 lipca 1634 – 14 stycznia 1643                   | zm. 1659                  |
| Władysław IV Waza/ Jan II Kazimierz Waza                             | Tomasz Sapieha/ Mikołaj Korff         | 5 | Mikołaj Głębocki                                               |      | 19 lutego 1643 – przed 13 czerwca 1647                            | zm. przed 13 czerwca 1647 |
| Jan II Kazimierz Waza/ Michał Korybut Wiśniowiecki/ Jan III Sobieski | Mikołaj Korff/ Aleksander Morsztyn/ – | 6 | Henryk Stanisław Kaszowski                                     |      | 13 czerwca 1647 – czerwiec 1680                                   |                           |